# Inmigración china en República Dominicana
La Inmigración china en República Dominicana comenzó en la segunda mitad del siglo XIX en República Dominicana. Continuaron llegando por su cuenta durante el siguiente siglo concentrándose en la Avenida Duarte de la ciudad de Santo Domingo. A lo largo del siglo XX, los chinos continuaron creciendo con el paso de los años y en su cuarta generación en el país antillano, tienen un lugar importante en la sociedad dominicana. La República Popular China es la segunda mayor fuente de importaciones de la República Dominicana desde el 2009 y el tercer socio comercial de los dominicanos después de Estados Unidos y Haití, en gran medida, gracias a la influencia de la comunidad china en la región.

## Historia

### sigloXIX
La primera mención registrada de una presencia china en la República Dominicana fue en 1864 durante la Guerra de Restauración Dominicana, con referencias a un hombre llamado "Pancho el Chino", quien luchó en la Guerra. También hay informes de que un empresario llamado Gregorio Riva que trajo a un puñado de trabajadores chinos desde Cuba para fabricar ladrillos y cal viva en la región Cibao. Este grupo de inmigrantes chinos eventualmente construyeron almacenes en Samaná, Yuna y Moca. En 1870, los inmigrantes chinos habían construido el cementerio de Moca. Para 1878, la presencia de chino-dominicanos en Puerto Plata había aumentado gracias al trabajo del General Segundo Imbert, quien era gobernador de Puerto Plata.

### sigloXX

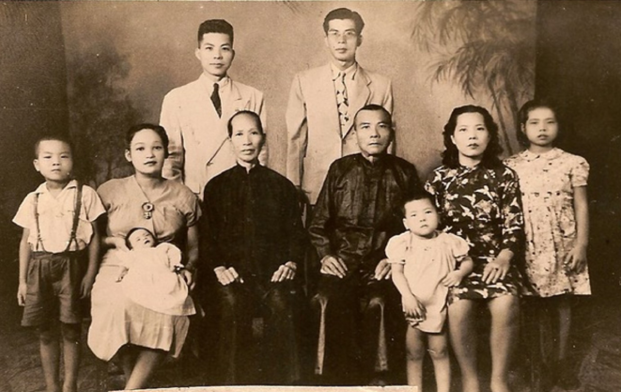
Una de las familias pioneras chino-dominicanas en la década de 1950.

En sus inicios, la comunidad china era conocida por dedicarse tan solo a actividades sencillas como la administración de lavanderías, pulperías y la siembra de hortalizas, posteriormente se comenzaron a dedicar a la administración de supermercados, y estudios de fotografía, y más tarde a la administración de estéticas y hasta hoteles. Un negocio íntimamente relacionado con la comunidad china ha sido siempre la administración de restaurantes y cafés.
Una gran afluencia de chinos se produjo durante la ocupación estadounidense de la República Dominicana de 1916 a 1924, cuando los chinos étnicos vinieron para participar en la rápida expansión económica, resultado de la ocupación. En 1937, hubo un mayor número de inmigrantes chinos que habían llegado a la República Dominicana debido a la segunda guerra sino-japonesa. En 1944 se abrió una oficina oficial china en la República Dominicana y en 1945 también se abrió una sucursal del Partido Nacional Chino en el país. Para la década de 1950, los chinos-dominicanos habían establecido un pequeño nicho en el área de la avenida Duarte de Santo Domingo y la mayoría de los negocios en esa parte de la ciudad eran de propiedad china. Dado que la migración china había disminuido durante las décadas de 1960 y 1970, el crecimiento de la comunidad fue limitado.
Durante muchos años, los inmigrantes chinos en la República Dominicana se han integrado a la comunidad dominicana local. A diferencia de sus contrapartes de otros países, la cultura china había comenzado a pasar a un segundo plano y se volvió menos visible. Pero una nueva ola de migración a finales de la década de 1980 y principios de la década de 1990, principalmente procedentes de Hong Kong y Taiwán, despertó un nuevo interés sobre la comunidad china en el país y había reavivado la noción de la necesidad de recordar las contribuciones de las generaciones pasadas.

## Organizaciones chinas en la República Dominicana
La "Fundación Flor Para Todos" es la organización cultural china sin fines de lucro en República Dominicana que promueve la cooperación, la educación, la comunicación, el arte y la integración general de la cultura china en el Caribe. El objetivo general de la Fundación Flor Para Todos ha sido y es ayudar en la creación del Barrio Chino de Santo Domingo (el Barrio Chino) con la intención de fortalecer la relación entre las comunidades dominicana y china. 

## El Barrio Chino de Santo Domingo

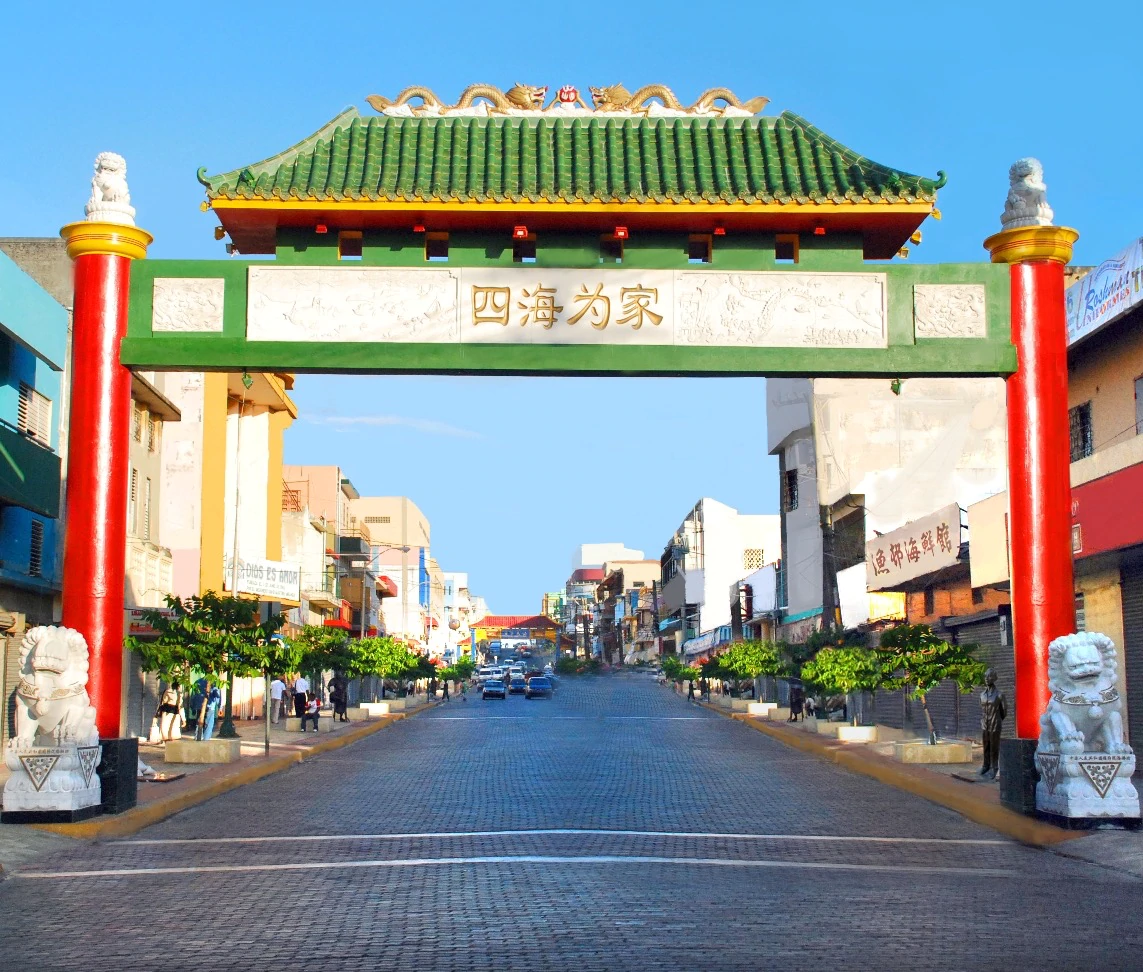
Puerta sur del Barrio Chino de Santo Domingo

El 8 de diciembre de 2004, mediante convenios con las autoridades municipales de Santo Domingo, se dio luz verde a la Fundación Flor para Todos para iniciar la construcción del proyecto. Además del convenio con el municipio de la ciudad, se firmaron convenios con el Ministerio de Turismo para promover el Barrio Chino como atractivo turístico, se firmaron convenios con el Ministerio de Cultura para desarrollar actividades culturales y se firmó un convenio con la Dirección de Policía para incrementar Protección policial en la zona. El barrio chino de Santo Domingo se inauguró oficialmente como barrio chino en 2006.

## Participación en la economía dominicana
En 2014, se estimó que existen alrededor de 1,600 empresas que participan en el intercambio comercial entre la República Popular China y la República Dominicana, moviendo en ese año 1,400 millones de dólares con esta república socialista y al menos 146 millones de dólares de intercambio con Taiwán. 
Los agricultores, ganaderos y comerciantes chinos generan más de 9,328 millones de dólares del comercio interno en la República Dominicana, de acuerdo con reportes de la Dirección general de impuestos internos.

## Integración
La comunidad china en la República Dominicana ha sabido integrarse a la sociedad dominicana, en todos sus aspectos, a tal punto que la ganancia generada por las empresas chinas se quedan en territorio dominicano. Las remesas enviadas a China son significativas y se sabe que la comunidad es extremadamente laboriosa y respetuosa de las leyes locales, lo cual ha contribuido positivamente al desarrollo económico y social de la nación. Muchos integrantes de la comunidad ya cuentan con la ciudadanía dominicana.